# Рооґлайу
Ро́оґлайу (ест. Rooglaiu) — село в Естонії, у волості Ляенеранна повіту Пярнумаа.

## Населення
Чисельність населення на 31 грудня 2011 року становила 12 осіб.

## Історія
До 21 жовтня 2017 року село входило до складу волості Ганіла і мало назву Раннакюла.